# Костраба, Анна Петровна
Анна Петровна Костраба (6 июля 1967, Лисичово, Иршавский район, Закарпатская область) — советская и украинская футболистка, полузащитница. Мастер спорта России (1993). Выступала за сборную Украины.

## Биография
Воспитанница закарпатского футбола, первый тренер — Василий Ковач. Во взрослых соревнованиях начала выступать в 1987 году в команде «Грация» (Мукачево), команда играла только в неофициальных турнирах. В 1990 году перешла в воронежскую «Энергию», была замечена, когда клуб проводил сборы в Закарпатье. В 1991 году в составе «Энергии» стала победительницей первой лиги СССР, позднее — неоднократная чемпионка и призёр чемпионата России. Провела в воронежском клубе 11 сезонов. В дальнейшем играла за клубы «Лада» (Тольятти), «Надежда» (Ногинск), «Звезда-2005» (Пермь). Входила в тренерский штаб «Звезды-2005».

## Достижения
- Восьмикратный чемпион России:
  - в составе Энергия Воронеж: 1995, 1997, 1998
  - в составе Лада Тольятти: 2004
  - в составе Звезда-2005 Пермь: 2007, 2008, 2009
- Шестикратный Вице-чемпион России:
  - в составе Энергия Воронеж: 1994, 1996, 1999, 2000
  - в составе Лада Тольятти: 2003, 2005
- Девятикратный Обладатель Кубка России:
  - в составе Энергия Воронеж: 1993, 1995, 1996, 1997, 2000
  - в составе Лада Тольятти: 2003, 2004
  - в составе Звезда-2005 Пермь: 2007

## Значимые голы
- Сезон 1990 года воронежская команда Энергия начала с поездки в г. Симферополь, где состоялся первый в истории «Энергии» матч первенства страны, который она провела с местным «Континенталем». Поединок прошёл в упорной борьбе, победу в котором одержали крымчанки 3:2. Первый гол в официальной истории воронежской «Энергии» забила Елена Дубровина, второй Анна Костраба. Всего за Энергию было забито 63 мяча, в том числе в Чемпионатах СССР и России — 37 голов, в Кубке СССР и России — 13 голов и в международных матчах 13 голов.
- 12.09.1997 гол  63′ в финале Кубка России 1997 года в ворота Рязань-ВДВ
- 13.08.2005 Хет-трик в матче UEFA Women’s cup в ворота команды КРКА[англ.]
- 09.10.2008 гол  67′ в победном матче против действующего обладателя UEFA Women’s cup команды Франкфурт
- 11.10.2008 гол  88′ в победном матче UEFA Women’s cup в ворота команды Глазго Сити[англ.]
- 02.07.2009 последний гол  90′ в победном матче Чемпионата России в ворота команды УОР-Звезда, за четыре дня до достижения 42-летия.